# Danville (Illinois)
Danville es una ciudad ubicada en el condado de Vermilion en el estado estadounidense de Illinois. En el Censo de 2020 tenía una población de 29,204 habitantes y una densidad poblacional de 631.49 personas por km². Se encuentra a orillas del río Vermilion que es afluente del río Wabash, a su vez afluente del Ohio, a su vez afluente del Misisipi.

## Geografía
Danville se encuentra ubicada en las coordenadas 40°8′34″N 87°36′39″O / 40.14278, -87.61083. Según la Oficina del Censo de los Estados Unidos, Danville tiene una superficie total de 46.53 km², de la cual 46.33 km² corresponden a tierra firme y (0.43%) 0.2 km² es agua.

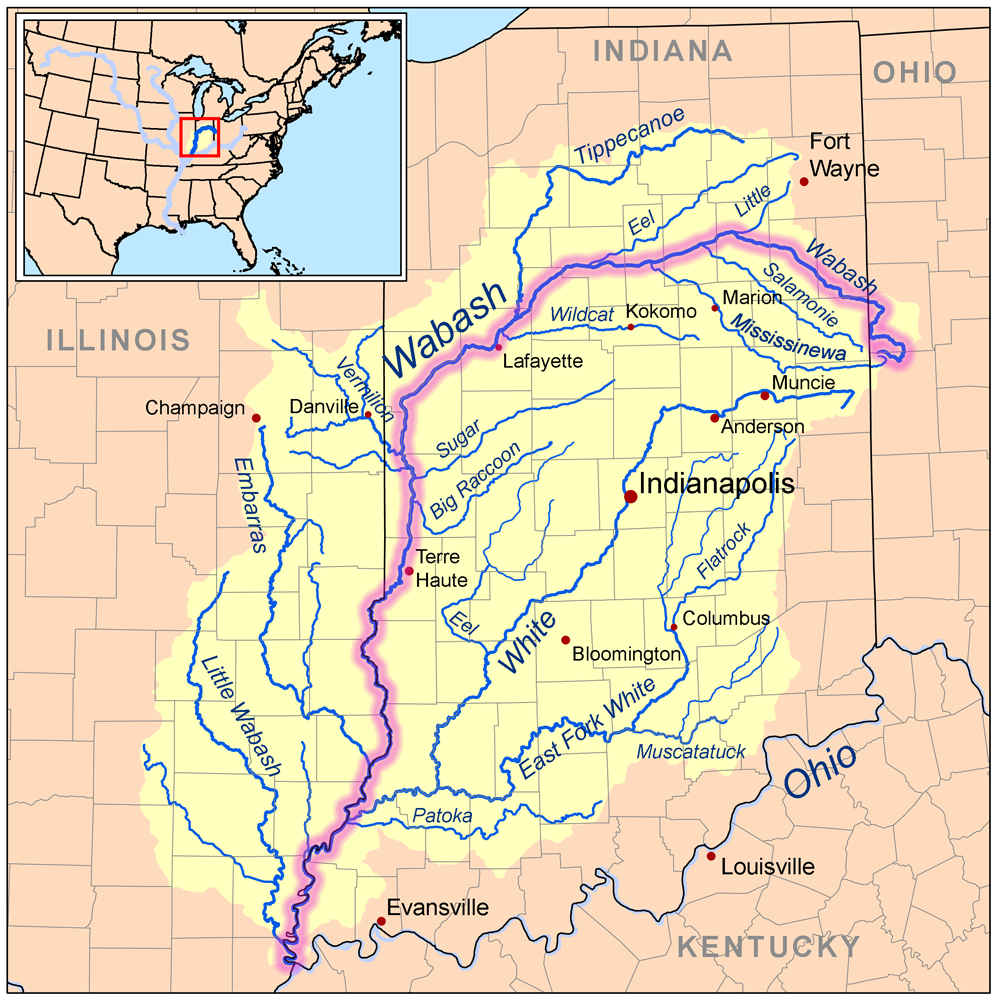
Ubicación de Danville en un mapa de la cuenca del río Wabash

## Demografía
Según el censo de 2010, había 33027 personas residiendo en Danville. La densidad de población era de 709,81 hab./km². De los 33027 habitantes, Danville estaba compuesto por el 62.54% blancos, el 30.17% eran afroamericanos, el 0.28% eran amerindios, el 1.21% eran asiáticos, el 0.02% eran isleños del Pacífico, el 2.33% eran de otras razas y el 3.46% pertenecían a dos o más razas. Del total de la población el 6.52% eran hispanos o latinos de cualquier raza.